# 44-та окрема артилерійська бригада (Україна)
44-та окрема артилерійська бригада імені гетьмана Данила Апостола (44 ОАБр, в/ч А3215, пп В1428) — військове з'єднання у складі артилерійських військ Збройних сил України чисельністю у бригаду. Місце дислокації — м. Тернопіль. Бригада належить до оперативного командування «Захід».
Бригада була сформована після початку російської агресії, восени 2014 року. Вела бої на Бахмутці, під Дебальцевим.
Бригада носить ім'я гетьмана Данила Апостола — Гетьмана Війська Запорозького, голови Гетьманщини на Лівобережній Україні у XVIII столітті.

## Історія

### Передумови
У лютому 2014 року почалася російська збройна агресія проти України: Росія вторглася до Криму та анексувала його. Вже у квітні розпочалися бойові дії війни на сході, після захоплення Слов'янська Донецької області російськими диверсійними загонами під командуванням Ігоря Гіркіна. Влітку українські війська вели бої на російсько-українському кордоні, під Донецьком, Луганськом та на Приазов'ї, ізолюючи угруповання бойовиків від постачання з Росії та розсікаючи утримувані ними території. Після втручання регулярної російської армії українські сили зазнали низку поразок і були змушені відійти з-під Луганська, Іловайська та Новоазовська.

### Створення
Формування 44 окремої артилерійської бригади було проведено, починаючи з вересня 2014 року, на базі військового полігону Міжнародного центру миротворчості та безпеки (м. Яворів Львівської області, в/ч А4150) та 184-го навчального центру (с. Старичі Львівської області, в/ч А2615).
9 вересня 2014 року було видано перший наказ командира військової частини. Артилерійська бригада створювалася абсолютно «з нуля» і отримала разом зі старою, відновленою технікою частину цілком нової.
15 жовтня 2014 року було завершено формування і підготовку першого гаубичного дивізіону, підрозділ відбув для виконання завдань у зону бойових дій на сході України. 1-й гаубичний артилерійський дивізіон бригади (без 3-ї батареї) входив до Дебальцевського угрупування військ.
- 1-й гаубичний дивізіон у складі трьох батарей вантажиться на ешелон та вирушає на бойове злагодження на полігон поблизу смт Черкаське. Жовтень 2014.

### Перші бойові дії
Взимку 2015 року підрозділи бригади, зокрема 3-тя батарея, виконували завдання по знищенню цілей в районі Бахмутської траси.
- 3-тя батарея у «кочовому режимі» під час зимових боїв навколо 31 та 29 блокпостів Бахмутської траси, Сектор А. Січень 2015.
- 3-тя батарея під час чергової зміни позицій, Сектор А. Січень 2015.
- 3-тя батарея готова до руху, Сектор А. Січень 2015.

28—29 січня 2015 року особовий склад 3-ї протитанкової батареї протитанкового дивізіону бригади вела оборонні бої в районі м. Вуглегірська. Після того як 28 січня 2015 року всі протитанкові гармати батареї були знищені, артилеристи спільно з підрозділами батальйону ПСМОН «Світязь» продовжили обороняти позиції в будівлі школи-інтернату м. Вуглегірськ, а потім вийшли з оточення в напрямку населених пунктів Червоний Орач, Савельевка.[джерело?]
У кінці січня — початку лютого 2015 року частини бригади вели вогонь по Донецькому аеропорту. Під час одного з обстрілів, за лінією фронту, була зафіксована детонація боєприпасів.[джерело?]
30 березня 2015 року частини бригади були виведені із зони бойових дій на місце постійної дислокації. Як повідомив офіцер по роботі з особовим складом Андрій Бойко, у ході оголошеної навесні 2015 року демобілізації будуть демобілізовані 19 військовослужбовців бригади.[джерело?]
- 3-тя батарея висувається в кількаденний рейд в напрямку державного кордону з РФ у Луганській області, реагуючи на загрозу можливої ескалації агресії з боку РФ. Травень 2015.
- Колона 3-ї батареї повертається після виконання бойового завдання вночі. Окупаційні війська РФ готували наступ з Горлівки в напрямку на Торецьк, подібний до наступу під Мар'їнкою 3 червня. Ударом артилеристів 44 оабр цей наступ було зірвано. Червень 2015.

6 грудня 2020 року бригаді було присвоєно почесне найменування ― «імені гетьмана Данила Апостола».

## Структура
- Управління (в т.ч. штаб)[4]
- окремий гаубичний артилерійський дивізіон[5]
- окремий гарматний артилерійський дивізіон[6]
- окремий гарматний артилерійський дивізіон[7]
- 142-й окремий артилерійський дивізіон[8]
- 150-й окремий протитанковий дивізіон[9]
- Дивізіон артилерійської розвідки
- Батальйон охорони (колишній 6-й окремий мотопіхотний батальйон «Збруч»[10][11])[12]
- Інженерна рота[13]
- Рота матеріального забезпечення[14]
- Ремонтна рота[15]
- Інші підрозділи[16]

## Побут
З початку 2015 року військова частина отримала постійне місце дислокації в м. Тернополі на фондах розформованої у 2013 році 11-ї гвардійської артилерійської бригади. Інфраструктура військової частини в м. Тернополі збереглася непогано, підрозділи укомплектовані на 90 %.
У травні 2019 року у м. Теребовля на фінішну пряму вийшло будівництво казарм покращеного планування для військовослужбовців служби за контрактом.

## Традиції
6 грудня 2020 року 44-й окремій артилерійській бригаді присвоєно почесне найменування «імені гетьмана Данила Апостола» із повною назвою: 44 окрема артилерійська бригада імені гетьмана Данила Апостола Сухопутних військ Збройних Сил України. В указі зазначалося, що присвоєння здійснене з метою відновлення історичних традицій національного війська щодо назв військових частин, зважаючи на зразкове виконання поставлених завдань, високі показники в бойовій підготовці.
2 лютого 2021 року Головнокомандувач Збройних сил України генерал-полковник Руслан Хомчак затвердив нову нарукавну емблему бригади.
На нарукавному знаку бригади на червоному полі перехрещено дві золоті гармати, під якими — видозмінений срібний знак роду Апостолів.
3 листопада 2022 року 44-та окрема артилерійська бригада указом Президента України Володимира Зеленського відзначена почесною відзнакою «За мужність та відвагу».

## Оснащення

### Артилерія
- САУ «Богдана»[23]
- FH70[24]
- M777[25]
- 2А65 «Мста-Б»[26]
- 2А36 «Гіацинт-Б»[27]
- МТ-12 «Рапіра»[28]

### БпЛА
- Лелека-100[29]

### Вантажна техніка
- MAN Kat[23]

## Командування
- 2014: т.в.о. полковник Лісовий Олег Петрович[30][31]
- 2015—2020: полковник Баранов Сергій Миколайович[32]
- з 2020: полковник Дудченко Роман Володимирович[33][34]

## Втрати
Станом на січень 2020 року, за даними Книги пам'яті полеглих за Україну, бригада втратила загиблими 26 військовослужбовців.

## Вшанування

### Нагороджені
66 військовослужбовців були представлені до державних нагород, 10 — посмертно.
На першу річницю бригади в м. Тернополі пройшла низка заходів із відзначення цієї дати: святковий концерт, відкриття меморіалу загиблих в АТО та інші.

### У літературі
Військовослужбовець бригади Петро Солтис написав книгу 370 днів у камуфляжі, яка присвячена подіям 2014—2015 років, бойовому шляху дивізіону, в якому Петро воював, та подальшій долі побратимів.

## Галерея

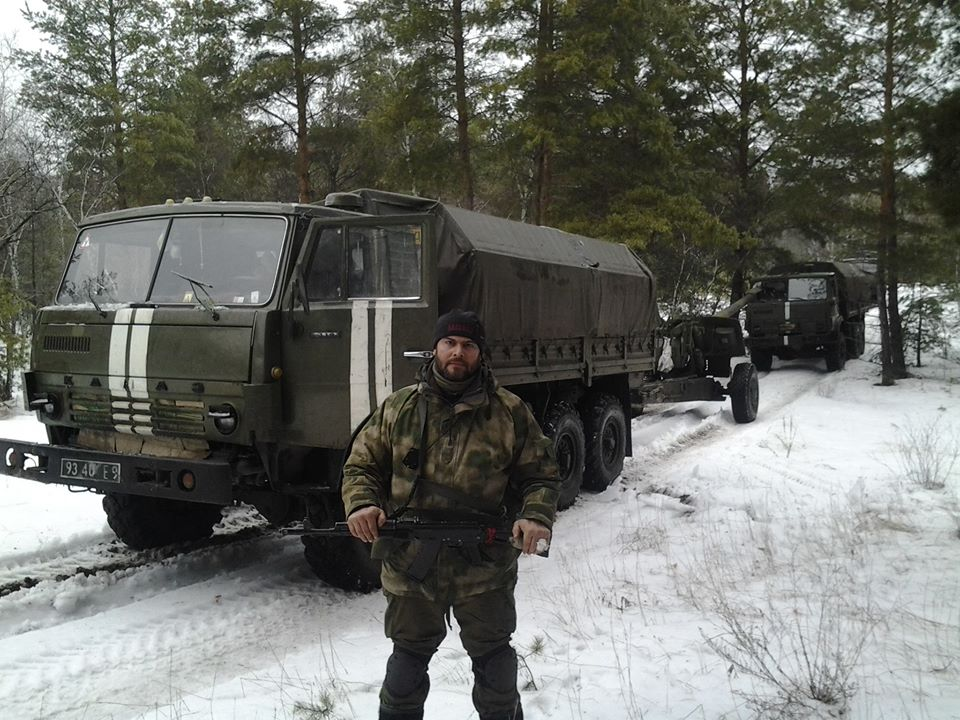
Зміна позицій, січень 2015
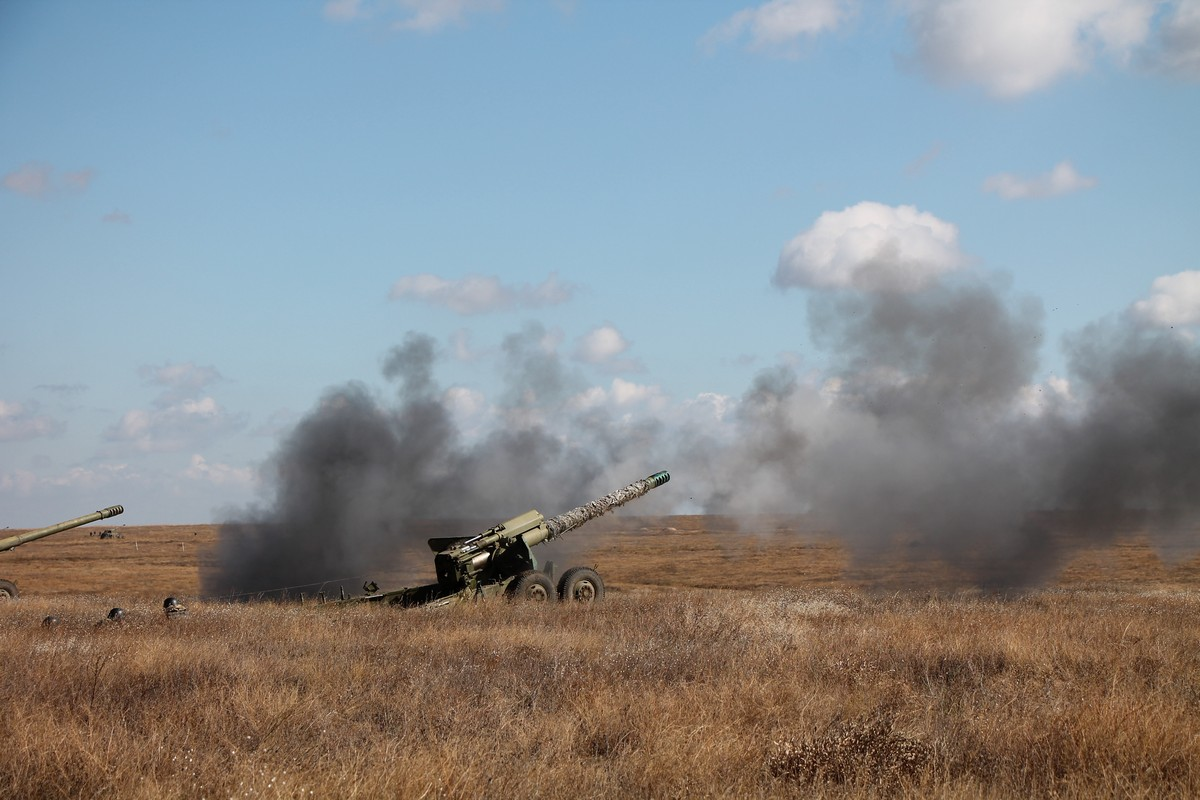
Навчання на 2А36 Гіацинт-Б, вересень 2016